# 富奥村
富奥村（とみおくむら）は、かつて石川県石川郡に存在した村。
村名の由来は、この地が江戸時代に富樫荘（富樫組）、中奥郷（中奥組）にまたがっていた所であり、両者からそれぞれ一字ずつ採ったもの。

## 地理
- 現在の金沢市南西部と西部および白山市北東部と東部に隣接。
- 現在の野々市市役所、野々市中学校（以上三納）、石川県立大学、末松廃寺跡[3]（以上末松）、野々市明倫高校（下林）、富陽小学校（中林）がある。
- 現在の金沢外環状道路（新庄、末松、清金）、加賀産業道路（新庄、上林）が通っている。
- 川（富樫用水、郷用水）：木呂川、住吉川、林口川、南郷川

## 歴史
- 1889年（明治22年）4月1日 - 町村制の施行により、矢作村、粟田新保村、下新庄村、上新庄村、太平寺村、位川村、下林村、三納村、藤平田村、藤平田新村、中林村、上林村、清金村及び末松村の区域をもって、石川郡富奥村が発足する。
- 1904年（明治37年）11月1日 - 松金馬車鉄道（後の北陸鉄道松金線）が開通（太平寺）。
- 1955年（昭和30年）4月1日 - 野々市町及び富奥村が合併して、改めて野々市町が発足する[4]。この時、粟田新保は粟田、藤平田新（とへいだしん）は藤平（ふじひら）に名称を変更する。下新庄及び上新庄の区域をもって、新庄を新設する。残りの10大字は野々市町の大字に継承。

## 行政

### 村長
| 代数 | 氏名       | 就任年月日                | 退任年月日                 | 備考           |
| ---- | ---------- | ------------------------- | -------------------------- | -------------- |
| 1    | 藤村嘉平   | 1889年（明治22年）6月17日 | 1893年（明治26年）6月16日  |                |
| 2    | 永寛敬信   | 1893年（明治26年）6月18日 | 1902年（明治35年）7月20日  |                |
| 3    | 小林栄太郎 | 1902年（明治35年）8月25日 | 1914年（大正3年）9月23日   |                |
| 4    | 古源栄次郎 | 1914年（大正3年）11月30日 | 1922年（大正11年）12月28日 |                |
| 5    | 谷市三郎   | 1923年（大正12年）1月25日 | 1935年（昭和10年）2月      |                |
| 6    | 小林千太郎 | 1935年（昭和10年）2月     | 1939年（昭和14年）2月      |                |
| 7    | 中島栄治   | 1939年（昭和14年）2月17日 | 1944年（昭和19年）2月15日  | 後に野々市町長 |
| 8    | 竹内一朗   | 1944年（昭和19年）2月     | 1947年（昭和22年）4月      |                |
| 9    | 山原七郎   | 1947年（昭和22年）4月     | 1951年（昭和26年）4月      |                |
| 10   | 村井次一   | 1951年（昭和26年）4月     | 1955年（昭和30年）4月      |                |

## 地域

### 教育
小学校
- 富奥村立富奥尋常小学校[8]

1902年（明治35年）4月1日、中林尋常、粟田新保、下林尋常小学校の3校が合併して富奥村立富奥小学校が誕生。
1955年（昭和30年）4月1日、野々市町と合併に伴い、野々市町立富奥小学校と改称。
1961年（昭和36年）4月1日、旧野々市町立野々市尋常高等小学校と統合され、1962年（昭和37年）8月に新野々市小学校の新校舎が完成し富奥小校舎は閉校。同年12月7日、富奥小校舎の跡地には石川県農業試験場が移転新築され、1987年（昭和62年）まで使用（金沢市才田町に移転）。現在はJAののいち本店と野々市スポーツランドが建っている。
中学校
- 富奥村立富奥中学校（校舎は富奥村立富奥尋常小学校と共同）

1947年（昭和22年）3月に教育基本法が制定され、六・三・三制が実施したことにより中学校までが義務教育となった。同年4月1日、学校教育規則法により富奥村立富奥中学校、同富奥小学校と改称した。1948年（昭和23年）、校舎の改装工事により、1949年（昭和24年）11月10日には、木造2階建ての校舎が完成。
野々市町との合併後に野々市町立富奥中学校と改称したが、1956年（昭和31年）3月31日、旧野々市中学校と統合のため廃校。新校舎（本町・現在、野々市市文化会館フォルテ）が完成するまでは、教場として活用されていた。

## 交通

### 鉄道路線
- 北陸鉄道
  - 松金線：太平寺駅

## 出身人物
- 進村武男（宇都宮大学第18代学長）[9]